# Salem (mini-série)
Pour les articles homonymes, voir Salem.
Salem (Salem's Lot) est une mini-série américaine diffusée en deux parties totalisant 181 minutes, diffusée les 20 et 21 juin 2004 sur la chaîne TNT. C'est la seconde adaptation télévisée du roman éponyme de Stephen King après celle de 1979 nommée Les Vampires de Salem.

## Synopsis
L'écrivain Ben Mears revient sur les lieux de son enfance, à Jerusalem's Lot, dans le but d'écrire un livre sur Marsten House, grande demeure inhabitée et à la sinistre réputation, et découvre que la maison a été récemment rachetée par deux antiquaires, Straker et Barlow, qui viennent de s'installer en ville (bien que seul Straker ait été vu jusqu'à présent). Par ailleurs, Ben commence à nouer une relation sentimentale avec Susan Norton et se lie d'amitié avec Matt Burke, un professeur de lycée. C'est alors que le jeune Ralphie Glick disparaît et ne peut être retrouvé malgré les battues effectuées par les habitants, et que son frère aîné, Danny, tombe gravement malade et meurt sans que sa maladie ne puisse être diagnostiquée. L'horreur s'installe alors sur Salem.

## Fiche technique
- Titre original : Salem's Lot
- Titre français : Salem
- Réalisation : Mikael Salomon
- Scénario : Peter Filardi, d'après le roman de Stephen King
- Photographie : Ben Nott
- Montage : Robert Ferretti
- Musique : Patrick Cassidy et Christopher Gordon (Lisa Gerrard, musique additionnelle)
- Producteur : Brett Popplewell
- Pays d'origine : États-Unis
- Langue : anglais
- Genre : horreur, fantastique
- Durée : 181 minutes
- Dates de premières diffusions : 
  -  États-Unis : 20 juin 2004 et 21 juin 2004 sur TNT
  -  France : 14 avril 2007 sur Jimmy

## Distribution
- Rob Lowe (VF : Bruno Choël) : Ben Mears
- Samantha Mathis (VF : Marianne Leroux) : Susan Norton
- Andre Braugher (VF : Thierry Desroses) : Matt Burke
- Donald Sutherland (VF : Bernard Tiphaine) : Richard Straker
- Robert Mammone (VF : Bernard Lanneau) : Dr Jimmy Cody
- Dan Byrd (VF : Hervé Grull) : Mark Petrie
- Rutger Hauer (VF : Hervé Jolly) : Kurt Barlow
- James Cromwell (VF : Michel Ruhl) : le prêtre Donald Callahan
- Brendan Cowell (VF : Lionel Melet) : Dud Rogers
- Christopher Morris (VF : Laurent Mantel) : Mike Ryerson
- Todd MacDonald (en) (VF : Benoît DuPac) : Floyd Tibbits
- Julia Blake (en) (VF : Claude Chantal) : Eva Prunier
- Martin Vaughan (VF : Serge Bourrier) : Ed « Weasel » Craig
- André de Vanny (VF : Olivier Podesta) : Danny Glick
- Zac Richmond (VF : Olivier Vagneux) : Ralphie Glick
- Steven Vidler (VF : Joël Martineau) : shérif Parkins
- Rebecca Gibney (VF : Marie-Martine Bisson) : Marjorie Glick
- Tara Morice (VF : Françoise Rigal) : Joyce Petrie
- Robert Grubb : Larry Crockett
- Christopher Kirby (VF : Anatole de Bodinat) : l'infirmier

 Source et légende : version française (VF) sur RS Doublage et selon le carton du doublage français.

## Accueil
La mini-série a été vue par environ 5,9 millions de téléspectateurs pour la première partie et 5,3 millions pour la conclusion lors de sa première diffusion.

## Distinctions
En 2005, Salem a été nommé à l'Emmy Award de la meilleure composition musicale pour une minisérie, un téléfilm ou un programme spécial et aux Saturn Awards dans les catégories du meilleur téléfilm et de la meilleure actrice de télévision dans un second rôle (Samantha Mathis).